# Napier Eland
Le Napier Eland était un turbomoteur et un turbopropulseur britannique, construit par la société Napier & Son au début des années 1950. Sa production cessa en 1961, quand la société fut rachetée par Rolls-Royce Limited.

## Conception et développement
Le Eland fut démarré au sol pour la première fois en 1952, et testé en vol pour la première fois en 1953 sur un Vickers Varsity modifié. Des tests plus poussés furent ensuite menés en 1955, en utilisant le premier Airspeed Ambassador II de production. Le Eland fut retiré des chaînes de production quand Napier fut rachetée par Rolls-Royce Limited, en 1961.
Ce moteur fut utilisé pour propulser de nombreux appareils, parmi lesquels l'hélicoptère lourd Westland Westminster (en), le Fairey Rotodyne, et le Canadair CL-66, une version à turbomoteurs du Convair CV-340 pour l'armée canadienne (qui repassa plus tard sur turbomoteurs Allison T-56 à la suite d'une série de casses moteur). Dans le Rotodyne, le Eland entraînait les hélices de propulsion horizontale pour le vol en avant, ainsi qu'un gros compresseur, via un ensemble d'embrayages et d'arbres de transmission, pour alimenter les jets d'air comprimé qui sortaient des bouts de pales du rotor principal, lui permettant d'assurer le vol stationnaire au décollage à l'atterrissage.

## Versions
- Eland N.El.1 : 2 690 ch plus 3,67 kN de poussée résiduelle au niveau de la mer[6] ;
- Eland N.El.3 : Groupe propulseur pour le Fairey Rotodyne, entraînant les hélices et un compresseur auxiliaire pour le rotor principal. 2 805 ch plus 2,22 kN de poussée résiduelle au niveau de la mer[6] ;
- Eland N.El.4 : 3 765 ch plus 2,71 kN de poussée résiduelle au niveau de la mer[6] ;
- Eland N.El.6

## Applications

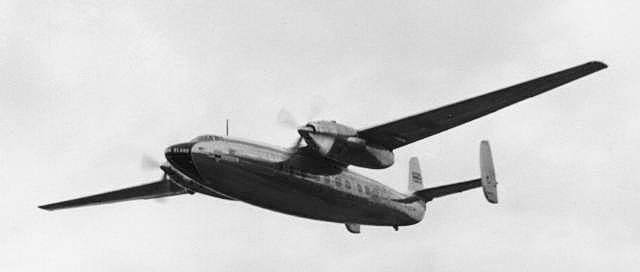
L'Airspeed Ambassador de test du Eland, au salon aéronautique de Farnborough de 1955.

### Turbomoteur
- Westland Westminster

### Turbopropulseur
- Airspeed AS.57 Ambassador
- Canadair CC-109 Cosmopolitan (CL-66)
- Convair CV-540
- Fairey Rotodyne
- Vickers Varsity (un seul appareil utilisé comme banc de tests en 1954)

## Exemplaires exposés
Un Eland est visible au musée de l'hélicoptère de Weston-super-Mare, en Angleterre. Il s'agit d'un exemplaire ayant équipé le Fairey Rotodyne, qui en employait deux.